# Антонівка (Львівська область)
Анто́нівка (стара назва села — Яйківці) — село в Україні, у Стрийському районі Львівської області. Населення становить 379 осіб. Орган місцевого самоврядування — Журавненська селищна рада.

## Географія
Сусідні населені пункти:

## Історія
З уродженців села у Леґіоні Українських Січових Стрільців воювали Іваник Василь (нар. 1895), Малий Олекса (нар. 1893), Малик Гриць (нар. 1893), Накельський Петро (нар. 1895) та Ганович Микола (нар. 1896).
Після завершення німецько-радянської війни радянська влада здійснювала терор проти місцевого українського мирного населення. 3 серпня 1946 року енкаведисти застрелили селянина Греча Степана, який спав у клуні, лише тому, що він, заспаний, не встиг досить швидко на їх наказ піднести догори руки.
Від 1940 до 21 травня 1959 року село входило до Журавнівського району Дрогобицької області.

## Політика

### Парламентські вибори, 2019
На позачергових парламентських виборах 2019 року у селі функціонувала окрема виборча дільниця № 460392, розташована у приміщенні НВК.
Результати
- зареєстровано 339 виборців, явка 58,11%, найбільше голосів віддано за «Європейську Солідарність» — 21,83%, за «Слугу народу» і «Голос» — по 18,78%.[4] В одномандатному окрузі найбільше голосів отримав Андрій Кіт (самовисування) — 47,72%, за Олега Канівця (Громадянська позиція) — 16,24%, за Володимира Наконечного (Слуга народу) — 10,15%[5].

## Господарство
У селі працюють:
- селянське фермерське господарство «Антонівка» — вирощує технічні та зернові культури;
- державне підприємство «Подорожненський рудник» — займається будівництвом місцевих трубопроводів, ліній зв'язку та енергопостачання;
- ТОВ «Ековідтворення» — займається будівництвом.

## Населення
За даними перепису населення 2001 року у селі мешкало 545 осіб. Мовний склад населення села був таким:
| Мова       | Число ос. | Відсоток |
| ---------- | --------- | -------- |
| українська | 541       | 99,08    |
| російська  | 3         | 0,55     |
| молдовська | 1         | 0,18     |

### Мовні особливості
У селі побутує говірка наддністрянського говору. У Наддністрянський реґіональний словник Гаврила Шила внесені такі слова, вживані у Антонівці:
- окатий — витрішкуватий;
- пластівец — лапатий сніг.

## Освіта
У селі діє середня загальноосвітня школа І-ІІ ступенів.

### Релігія

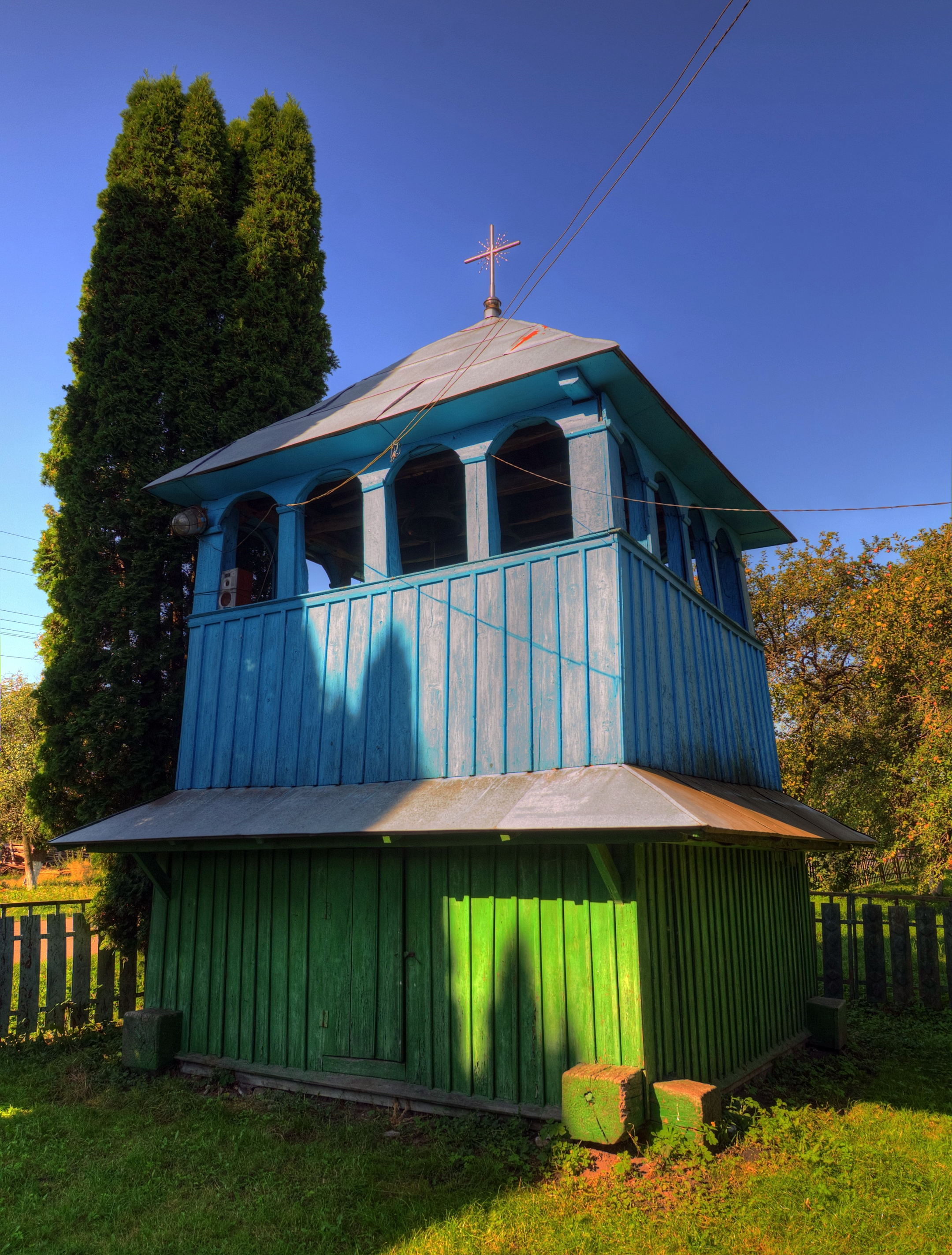
Дзвіниця

У селі є греко-католицька громада.

## Пам'ятки
- У селі є дерев'яна церква Введення у храм Пресвятої Богородиці 1863 року, а також дзвіниця[d] при церкві.
- Пам'ятник на честь скасування панщини[D].

## Відомі люди
На Великдень 1905 р. село відвідали М.Коцюбинський, І.Франко та В.Гнатюк.